# Erythrocercus
Erythrocercidae
Famille
Genre
Erythrocercus est un genre de passereaux.

## Systématique
D'après les études phylogéniques réalisées par Silke Fregin (d) et son équipe en 2012, bien que ce genre soit proche des Cettiidae, il doit être placé dans sa propre famille, les Erythrocercidae.

## Liste des espèces
Selon la classification de référence du Congrès ornithologique international (version 11.1, 2021) :
- Erythrocercus holochlorus Erlanger, 1901 – Érythrocerque jaune
- Erythrocercus mccallii (Cassin, 1855) – Érythrocerque à tête rousse
  - sous-espèce Erythrocercus mccallii nigeriae Bannerman, 1920
  - sous-espèce Erythrocercus mccallii mccallii (Cassin, 1855)
  - sous-espèce Erythrocercus mccallii congicus Ogilvie-Grant, 1907
- Erythrocercus livingstonei Gray, GR, 1870 – Érythrocerque de Livingstone
  - sous-espèce Erythrocercus livingstonei thomsoni Shelley, 1882
  - sous-espèce Erythrocercus livingstonei livingstonei Gray, GR, 1870
  - sous-espèce Erythrocercus livingstonei francisi Sclater, WL, 1898

## Publications originales
- Famille des Erythrocercidae :
  - (en) Silke Fregin, Martin Haase, Urban Olsson et Per Alström, « New insights into family relationships within the avian superfamily Sylvioidea (Passeriformes) based on seven molecular markers », BMC Evolutionary Biology, BMC et Springer Science+Business Media, vol. 12, no 1,‎ 2012, p. 157 (ISSN 1471-2148, OCLC 47657384, PMID 22920688, PMCID 3462691, DOI 10.1186/1471-2148-12-157).
- Genre Erythrocercus :
  - G. Hartlaub, System der Ornithologie Westafrica's (publication scientifique), Inconnu, Brême, 1857, [lire en ligne].